# ۱۱۴۷ (قمری)
۱۱۴۷ (قمری)، هزار و صد و چهل و هفتمین سال در گاهشماری هجری قمری است. اول محرم این سال برابر با سوم ژوئن سال ۱۷۳۴ میلادی است.